# Stille Nacht I
Dramolet – animacja braci Quay z 1988 roku. Powstała na zamówienie MTV jako „MTV Art Break” i stała się pierwszą częścią Quayowskiego cyklu Stille Nacht.
Podtytuł animacji brzmi Dramolet für R.W. in Herisau co jest pierwszym nawiązaniem braci do twórczości Robera Walsera. Kolejne znalazły się w animacji Grzebień i w Instytucie Benjamenta. Dorobek szwajcarskiego pisarza obejmował wiersze, opowiadania i inne krótkie formy – angielskie słowo dramolet oznacza krótki dramat. Ostatnie lata życia Walser spędził w sanatorium w Herisau, gdzie zmarł. 
Muzyka (utwór Stille Nacht) użyta w animacji jest autorstwa Izydora Hoffmana, dyrygenta Blata Gimnasium Children′s Orchestra. Sama animacja jest wysublimowaną, czarno-białą impresją, w której główne role odgrywają zniszczona, wielkooka lalka, metalowe łyżki i metalowe wióry, obdarzone własnym życiem i zachowujące się jak szron.
Na zamówienie MTV bliźniacy stworzyli jeszcze rok później animację Ex-Voto i logo.